# IC 1138
IC 1138 је лентикуларна галаксија у сазвјежђу Сјеверна круна која се налази на листи објеката дубоког неба у Индекс каталогу.
Деклинација објекта је + 26° 12' 22" а ректасцензија 15h 48m 15,8s. Привидна величина (магнитуда) објекта IC 1138 износи 14,5 а фотографска магнитуда 15,4. IC 1138 је још познат и под ознакама UGC 10038, CGCG 136-82, PGC 56070.